# 棣德利石
棣德利石（德語：Diederichsstein，又称迪特里希碑），是一座位于中国山东省青岛市的纪念碑，是德国殖民者为纪念德国海军少将棣德利及其1897年11月14日占领胶州湾的行动而建立的，于1898年11月14日落成。纪念碑坐落于信号山（当时德文名称为“Diederichsberg”，以棣德利的名字命名）西南半山腰处 。今已不存在。

## 名称争议
该纪念碑的德文名为“Diederichsstein”，而中文名称则不统一：青岛媒体的习惯性称呼有“迪特里希碑”、“迪特里希石”、“迪德里希碑”、“迪德里希石”及“棣利斯碑”，部分学者则认为将其译作“棣德利石”较恰当。其争议焦点主要在于德文名字翻译及“碑”或“石”的选用上。德文名中的“Stein”意为“石头”，而该建筑有纪念碑的性质，因此在中文翻译中有选词争议。另外关于Diederichs的名字，“迪特里希”与“迪德里希”均为九十年代后出现的习惯性翻译，而根据标准德语发音应当译为“迪德里克斯”。另外，此人当年在青岛有通用且刻在该碑上的中文名“棣德利”。

## 历史

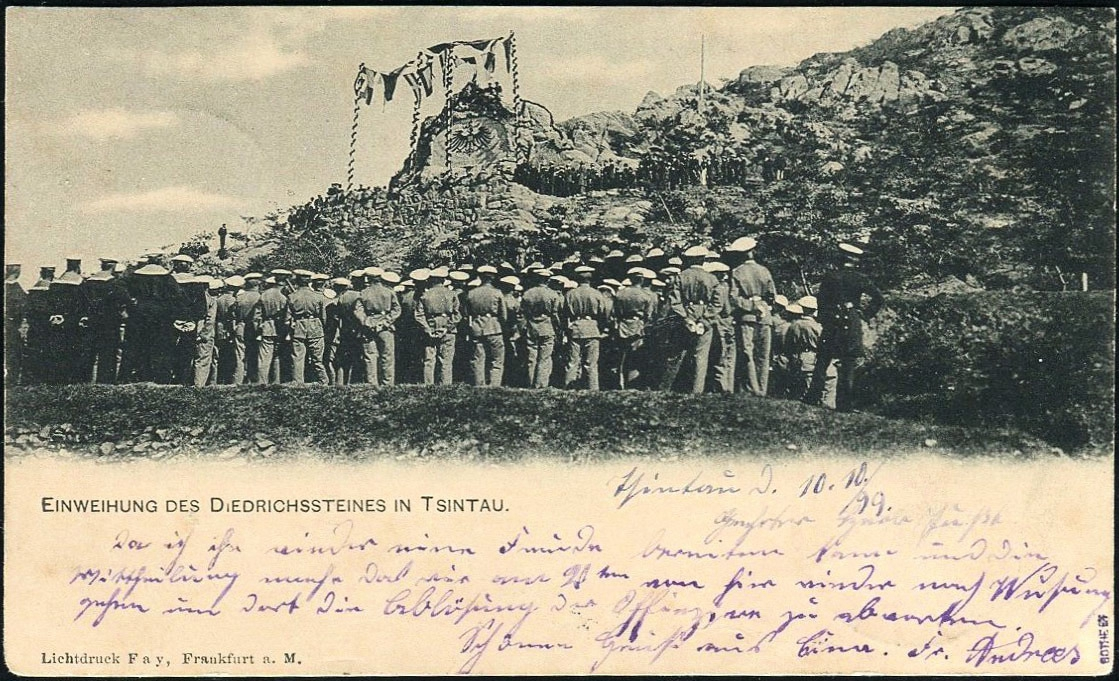
棣德利石的落成仪式

1897年11月14日，德国海军少将棣德利（Konteradmiral Otto von Diederichs）率领德国海军士兵占领青岛后，在信号山的山腰上竖起德国海军军旗以示占领成功。次年，根据普鲁士海因里希亲王（Prinz Heinrich von Preußen）的提议，德军为纪念其人其事，在信号山修建纪念碑。纪念碑由德海军第三营工程师穆勒上尉（Hauptmann Müller）设计。1898年11月14日，德军在占领青岛一周年之际举行棣德利石落成仪式。海因里希亲王为纪念碑揭幕。
1914年11月7日，日军占领青岛，在德国鹰徽上刻下“大正三年十一月七日”的字样。棣德利石于1920年代消失，据推测为日本人于1922年北洋政府收回青岛前将主碑分段拆除运走，并再在碑座上打上钎孔添上炸药将其爆破拆除。关于主碑的现存地点，一说为存放于东京国立博物馆，另有三十年代的画册表示该碑在靖国神社游就馆。但是东京国立博物馆的负责人表示，该馆没有相关藏品。也曾有日本学者去游就馆查看，未发现该碑。
2008年3月16日，青岛文史学者袁宾久、衣琳、王栋、刘逸忱等人在查找历史资料后找到了棣德利石在信号山上的原址，发现岩石上残存有德文刻石的边缘和一个字母“S”，并在原碑座的下方草地中发现了刻有德文字母及阿拉伯数字“14.NOV...F AN D...MIR”的刻石残片。经对比，该残片原属于主碑下方的德文刻石。

## 外观构造

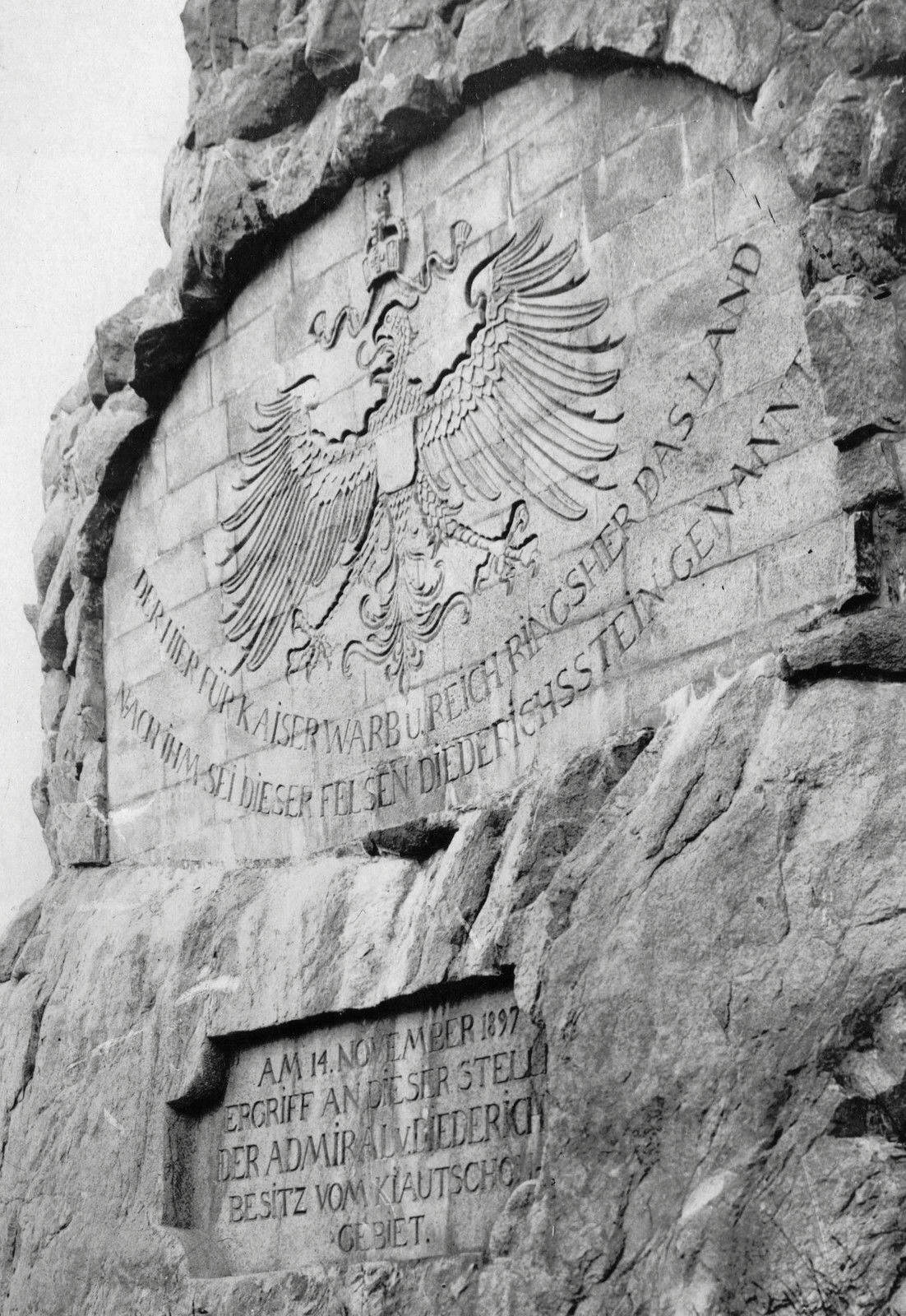
棣德利石细节

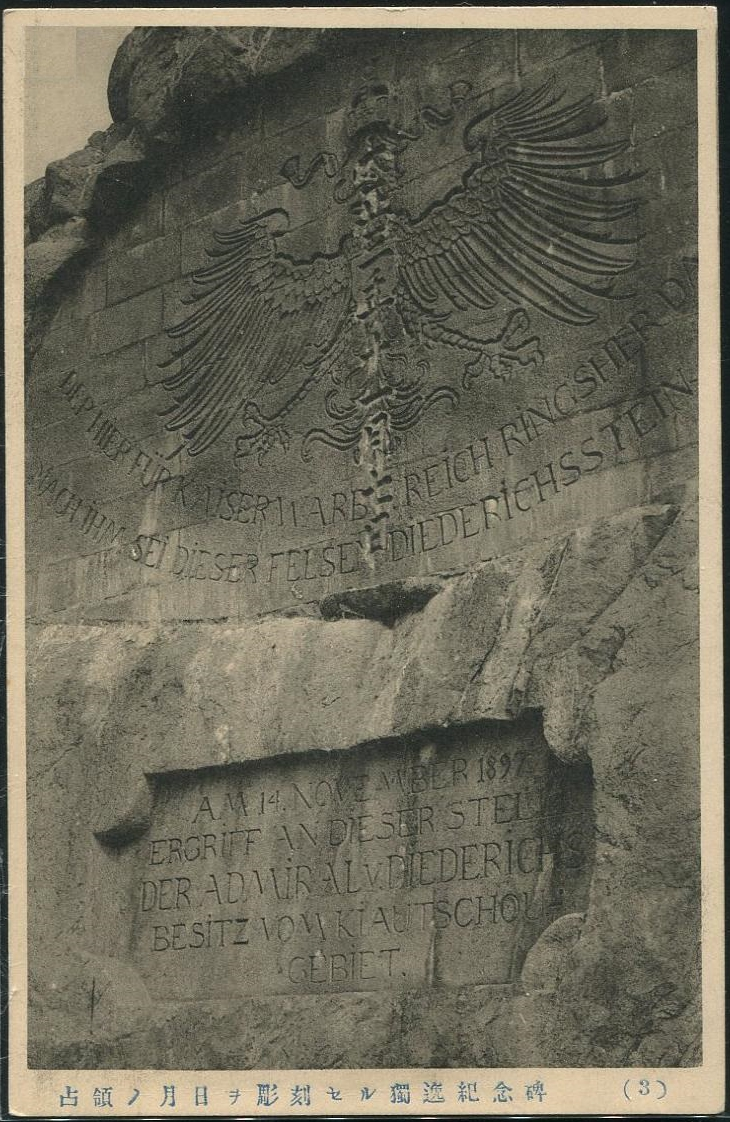
刻有日文汉字的棣德利石主碑

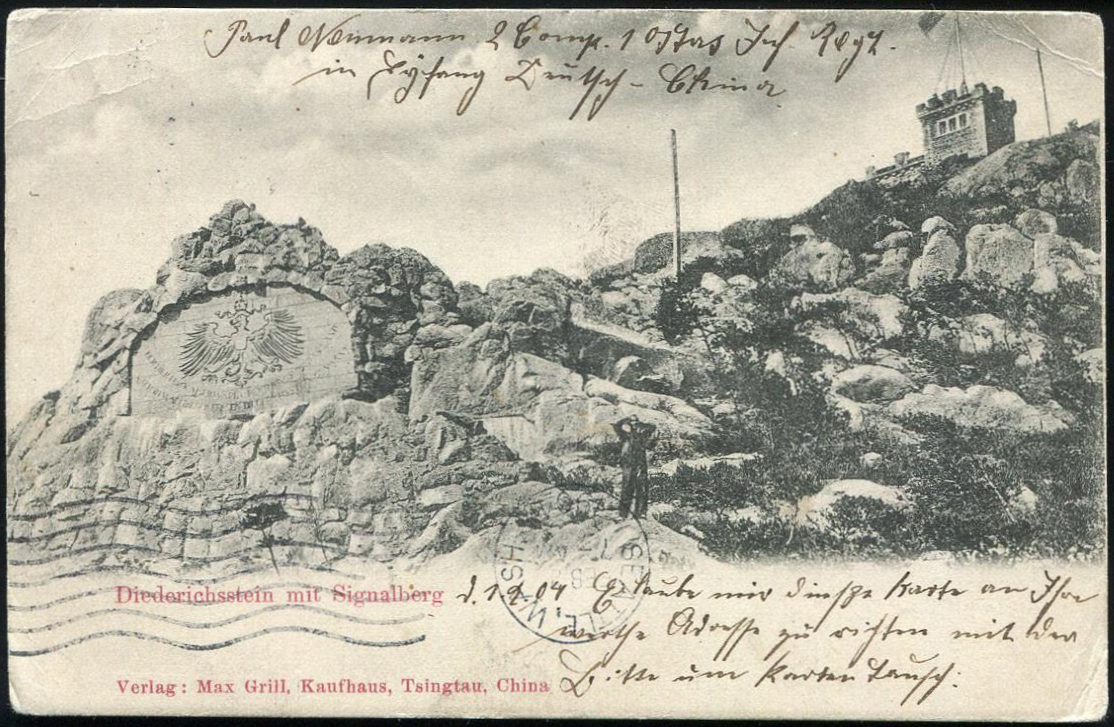
棣德利石与信号站房

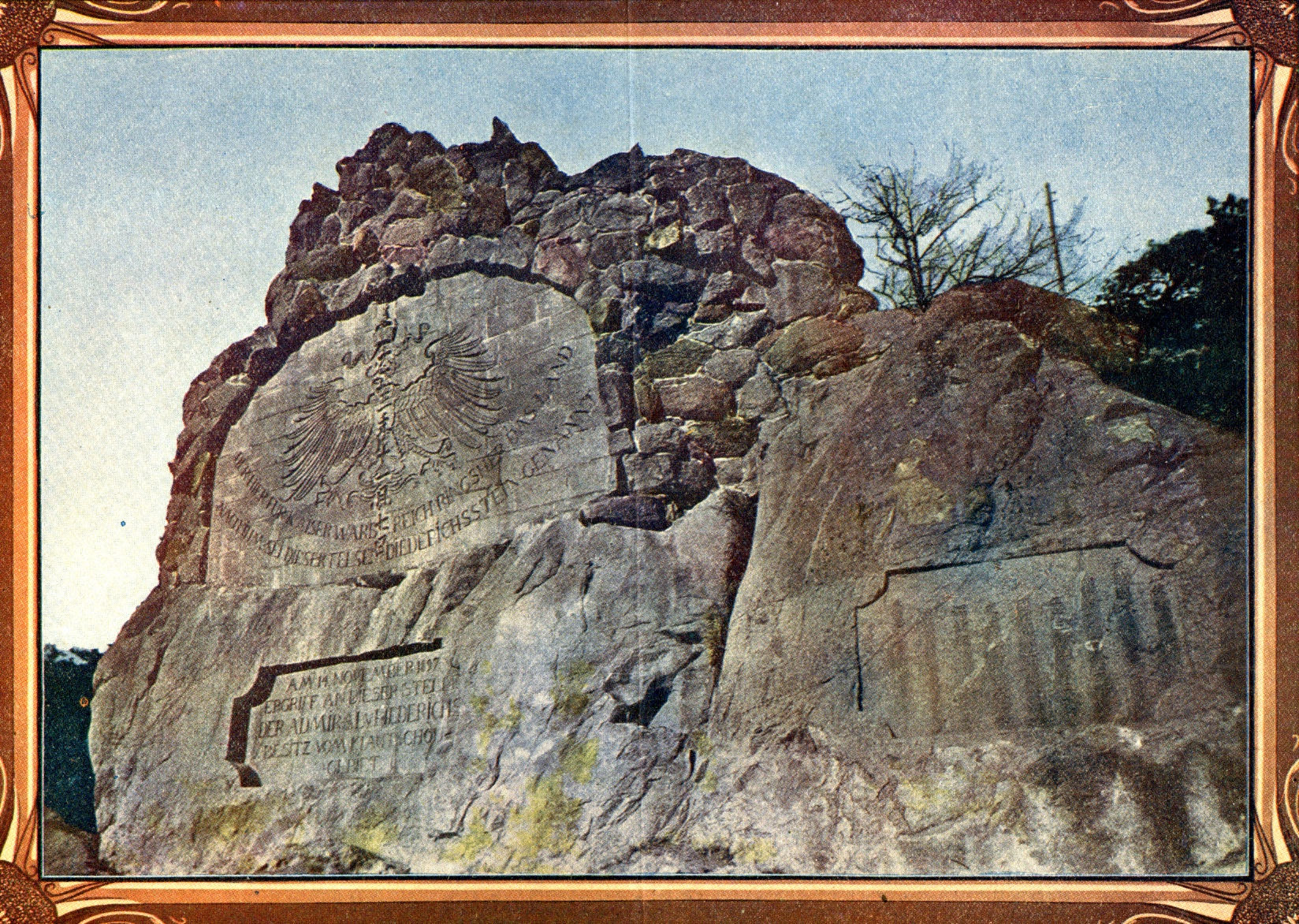
日据时期的棣德利石

纪念碑由主碑和下方的两处刻石组成，总高度8.5米，宽22米，碑座高约3米。
主碑为花岗石分段雕刻后在岩石上砌筑，高约5米，宽约8米，上、左、右三边均为花岗石碎石镶边，砌为券式。主碑碑面上刻有德国鹰徽和德文碑文，碑文呈上旋的双弧线状。
碑文如下：
|  | Der hier für Kaiser warb u. Reich ringsher das Land, nach ihm sei dieser Felsen Diederichsstein genannt. |

中文翻译：
|  | 为了纪念为皇帝和帝国赢得这片土地的人，这块石头被命名为棣德利石。 |

主碑下方为德文刻石：
|  | Am 14. November 1897 ergriff an dieser Stelle der Admiral v.Diederichs Besitz vom Kiautschou Gebiet. |

中文翻译：
|  | 1897年11月14日海军上将棣德利在这个地方占领了胶澳地区。 |

德文刻石右侧为中文刻石：
|  | 伏惟我大德国水师提督棣君德利，曾于光绪二十三年十月二十日，因在此处而据胶域之土地，凡我同僚寔深敬佩。 |

## 图集
- 棣德利石的落成仪式，山顶上的信号站房正在建设
- 海因里希亲王（左侧）在落成仪式上
- 落成后的棣德利石，鹰徽最初是上过色的
- 纪念碑的所在地，信号山
- 日据时期的棣德利石
- 1914年日军占领后的刻石局部，后方可见无线电天线
- 棣德利石的原址，2015年
- 残存的刻石边缘和字母“S”